# German Canadians (Eishockeymannschaft)
German Canadians war die Bezeichnung einer aus Kanadiern bestehenden Profi-Eishockeymannschaft, die 1936 in Krefeld zusammengestellt wurde und bis 1938 existierte. Das Team, das vom damaligen kanadischen Reichstrainer Bobby Hoffinger und dem Krefelder Geschäftsmann Willi Münstermann zusammengestellt wurde, bildete den Grundstein für den Erfolg des Eishockeysports in Krefeld und insbesondere für den des Krefelder EV.
Spieler der German Canadians waren Percy Downtown, Everett Langford, Lorne Gray, Pete Prediger, Benny Klotz, Jack Ring, Henry Schulz, Frank Schwinghammer, Schnarr.
Durch die eingekauften kanadischen Profispieler gelang es dem Krefelder Team, bereits bei den ersten Spielen gegen den Deutschen Rekordmeister vom Berliner Schlittschuhclub zu eindrucksvollen Ergebnissen zu kommen (0:0 und 2:1) und somit ein breites Interesse für den Eishockeysport in der Region um Krefeld zu erzeugen.
Um einerseits die Finanzierung der Mannschaft sicherzustellen und andererseits Mittel für den Eishockeysport in Krefeld zu sammeln, absolvierte das Team in den Spielzeiten 1936/37 und 1937/38 darüber hinaus mehrere Freundschaftsspiele in Europa.